# کوهیما
کوهیما (به انگلیسی: Kohima) یک منطقهٔ مسکونی در هند است که در Kohima district واقع شده‌است. کوهیما ۲۰ کیلومتر مربع مساحت و ۲۶۷٬۹۸۸ نفر جمعیت دارد و ۱٬۴۴۴ متر بالاتر از سطح دریا واقع شده‌است.